# میتوتویو
میتوتویو (انگلیسی: Mitutoyo) شرکت ماشین‌آلات ژاپنی است، که در سال ۱۹۳۴ تأسیس شد.